# Ar-Rastan (distrikt)
ar-Rastan (arabiska: منطقة الرستن) är ett distrikt i Syrien. Det ligger i provinsen Homs, i den västra delen av landet, 160 kilometer norr om huvudstaden Damaskus.